# 基斯特 (明尼蘇達州)
基斯特（英語：Kiester，/ˈkiːstər/ KEE-stər）是一個位於美國明尼蘇達州法里博縣的城市。

## 歷史
基斯特的郵局於1882年營運至今。此地得名自縣內的法官雅各·阿梅爾·基斯特（Jacob Armel Kiester）。

## 人口
根據2020年美國人口普查的數據，基斯特的面積為1.11平方千米，當中陸地面積為1.11平方千米，而水域面積為0.00平方千米。當地共有人口488人，而人口密度為每平方千米440人。